# Luziola spruceana
Luziola spruceana är en gräsart som beskrevs av George Bentham och Johann es Christoph Christian Döll. Luziola spruceana ingår i släktet Luziola och familjen gräs. Inga underarter finns listade i Catalogue of Life.